# Zło Frankensteina
Zło Frankensteina (ang. The Evil of Frankenstein) – brytyjski horror z 1964 roku. Film jest kontynuacją filmu Zemsta Frankensteina z 1958 roku. Został wyprodukowany przez studio Hammer Film Productions.

## Treść
Baron Victor Frankenstein, wraz ze sługą, powraca do zamku w mieście Karlstaad, by kontynuować przerwane wcześniej eksperymenty. Odnajduje stworzoną przez siebie istotę, ale by ją ożywić potrzebuje pomocy hipnotyzera – Zoltana. Zoltan wykorzystuje jednak potwora do własnych celów – wysyła go do miasta, by zemścić się na swoich wrogach. Pojawienie się w mieście potwora rozsierdza mieszkańców, którzy uzbrojeni w widły ruszają na zamek, by zniszczyć potwora i jego twórców.

## Obsada
- Peter Cushing – Baron Frankenstein
- Peter Woodthorpe – Profesor Zoltan (hipnotyzer)
- Kiwi Kingston – Stwór
- David Hutcheson – Burmistrz Karlstaadu
- Duncan Lamont – Szef policji w Karlstaad
- Sandor Elès – Hans, asystent Frankensteina